# Rucphen

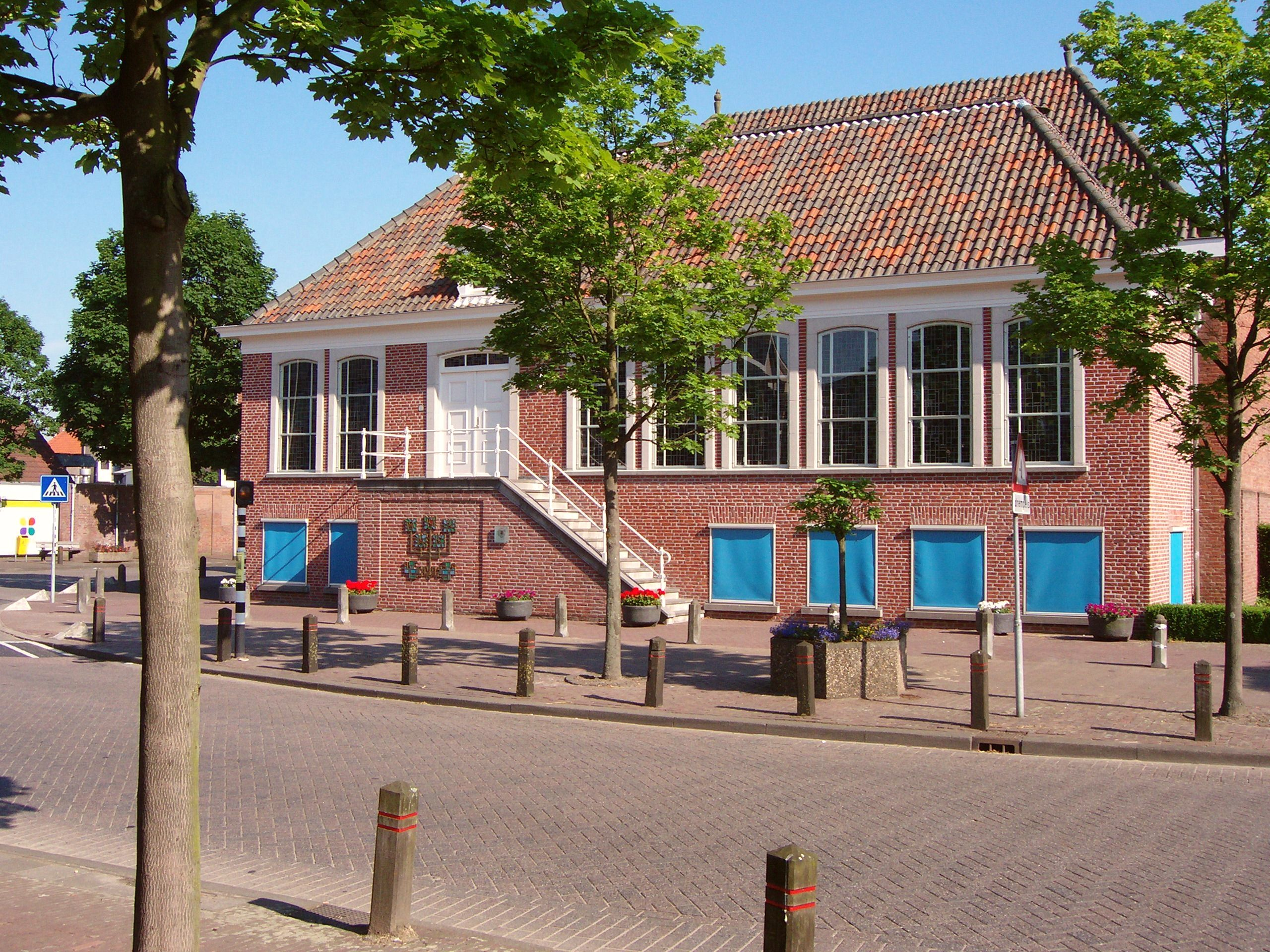
stadshuset i Rucphen

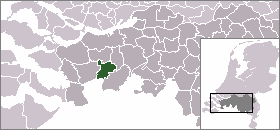
läge i Noord-Brabant

Rucphen är en kommun i provinsen Noord-Brabant i Nederländerna. Kommunens totala area är 64,49 km² (där 0,05 km² är vatten) och invånarantalet är 22 322 invånare (1 februari 2012).